# Physcius maculatus
Physcius maculatus es una especie de coleóptero de la familia Mycteridae.

## Distribución geográfica
Habita en Santo Domingo (República Dominicana).